# Хэмстед (фильм)
«Хэмстед» (англ. Hampstead) — фильм британского режиссёра Джоэла Хопкинса, вышедший на экраны Великобритании   23 июня 2017 года.

## Сюжет
Основанный на реальной истории, сюжет строится вокруг отношений Дональда и Эмили. Дональд — бездомный, который возвел на небольшом клочке земли в лондонском парке Хампстед-Хит сооружение, которое по праву давности может принадлежать ему на законных основаниях вместе с землёй, которую он занимает. Эмили — американка, которая переехала в Хэмстед с другого континента после смерти супруга. Их объединит борьба против застройщиков Хампстеда.

## В ролях
- Дайан Китон — Эмили Уолтерс
- Брендан Глисон — Дональд Хорнер
- Джеймс Нортон — Филип
- Лесли Мэнвилл — Фиона
- Джейсон Уоткинс — Джеймс Смит
- Саймон Кэллоу — судья
- Алистэр Петри — Стив Кроули
- Питер Синх — Хавьер
- Уилл Смит — Леон Роулендс
- Ставрос Димитраки — Дэвид

## Отзывы
Фильм получил преимущественно негативные отзывы критиков. На сайте Rotten Tomatoes фильм имеет рейтинг в 45% от критиков и в 38% от зрителей.